# Elise Rechichi
Elise Rechichi, född den 11 januari 1986 i Perth, Western Australia, är en australisk seglare.
Hon tog OS-guld i 470 i samband med de olympiska seglingstävlingarna 2008 i Qingdao i Kina.